# بروس إرفن

بروس إرفن.

بروس إرفن (باليابانية: ブルース・アーヴィン، بالروماجي: Burūsu Āvin)، الذي خسر كلا من والديه وأخيه الأكبر أثناء طفولته، نشأ يعيش الحياة يعاني من الجوع والعنف من ذلك بكثير. كره مصير الأمور التي تعامل معها، بروس يتوق إلى العيش بحياة جيدة، ولذلك تطرق إلى القتال وانضم إلى قوات الشرطة.
أُرسل بروس إلى اليابان للتحقيق عن ميشيما زايباتسو ورئيسها كازويا ميشيما. خطط كازويا لتدمير الطائرة التي كان بروس على متنها، لكن بروس نجا من ذلك، على الرغم من أنه فقد ذاكرته. عثر عليه كازويا بعد ذلك وجعله حارسه الشخصي. في تيكن 2، قاتل بروس زميله القديم في الشرطة ليه وولونغ، الذي دخل البطولة لاعتقال كازويا. هًزم بروس وحاول الهرب على طائرة أخرى، لكن الطائرة انفجرت. الكثيرون ظنوا بأن بروس قد مات؛ لكنه عاد في تيكن 5.
في تيكن 3، كان من المشاهد أن أوغر يملك إحدى حركات بروس، بازوكا الساق، لذا فمن المحتمل أن يكون بروس أحد الذين هوجموا من قبل أوغر، كما حدث ذلك للي تشاولان، بيك دو سان، جون كازاما ومقاتلين آخرين من تيكن 2، لم يظهروا في تيكن 3.
في تيكن 5، تم الكشف عن أن بروس عمل للعديد من القوات الخاصة، وكان يعمل حالياً كمدرب البقائي التوجيه التقني. دخل بروس بطولة ملك القبضة الحديدية 5 من أجل اختبار قدراته مرة أخرى.
بعد عودته إلى كازويا ميشيما في بطولة ملك القبضة الحديدية الخامسة، قرر بروس إرفن مساعدة كازويا في خططه للاستيلاء على جي كوربوريشن. وبعدما نجحوا، تمكن كازويا من السيطرة على الشركة من وراء الأبواب المغلقة.
أعلنت جي كوربوريشن الحرب على مجموعة ميشيما المالية (MFG)، وبروس، ككابتن لدى كازويا، قاد فيالق كازويا السرية في المعارك، محاربين قوات ميشيما حول العالم. بعدها بفترة وجيزة، عملت جي كوربوريشن بعمل التجهيزات لإبادة MFG بواسطة وضع جائزة ضخمة على جين، كما كان متوقعاً، بدأت MFG بإظهار علامات التحرك: تم الإعلان عن بدء بطولة ملك القبضة الحديدية السادسة. دخل بروس البطولة للقبض على جين...
بروس ظهر كأحد المقاتلين الذين يمكن اللعب بهم في اللعبة تيكن تاغ تورنمنت. وظهر أيضاً في تيكن: ذا موشن بكتشر أثناء مقاتلته لجاك-2. كسر بروس قبضته ضد جسد جاك-2 الفولاذي، ثم رمى جاك-2 به في الماء.

## وصلات خارجية
- تيكن ويكي
- تيكنبيديا الإنجليزية